# Paradise Garden
Paradise Garden ist ein 2023 im Diogenes Verlag erschienener Roman von Elena Fischer.

## Handlung
Die Geschichte handelt von Billie, einem 14-jährigen Mädchen. Sie lebt mit ihrer Mutter in einer kleinen Wohnung am Stadtrand und träumt von Ferien in Frankreich, die abgesagt werden müssen, da Billies Großmutter aufgrund einer Krankheit von Ungarn nach Deutschland kommen muss. Die Rückkehr der Großmutter mit vielen Medikamenten führt zu Spannungen und Streitigkeiten. Die Situation eskaliert, als die Großmutter versucht, Billie zu schlagen und die Mutter dazwischen springt und sich dabei schwer verletzt. Sie wird ins Krankenhaus eingeliefert, kann aber trotz einer Notoperation nicht gerettet werden und stirbt.
Nach dem Tod ihrer Mutter wird Billie vom Jugendamt in ein Heim gebracht. Sie verbringt dort Zeit mit ihrer Mitbewohnerin Marlene, bis diese plötzlich verschwindet. Nach der Beerdigung ihrer Mutter kehrt Billie in ihre alte Wohnung zurück und hat einen weiteren Streit mit ihrer Großmutter. Die Geschichte endet damit, dass Billie beginnt, alles über ihre Mutter aufzuschreiben. Sie versucht, mit dem Verlust ihrer Mutter und den Herausforderungen des Erwachsenwerdens umzugehen.
Billie begibt sich auf eine Reise, um ihren Vater zu finden. Sie fährt auf Landstraßen, schläft in Wäldern und hält an verschiedenen Orten an. Sie beobachtet eine Mutter, die ihre Kinder schlägt, was sie an ihre Großmutter erinnert. Sie stiehlt einen Schlafsack und einen Wecker und glaubt, ihre Mutter auf der Straße gesehen zu haben. Sie duscht in einem Hallenbad und hat eine Vision von ihrer Mutter in der Schule. Sie fährt stundenlang, bis sie an ihrem Zielort ankommt und schwimmt im Meer. Sie findet die Adresse ihrer alten Deutschlehrerin und erfährt, dass ihre Mutter auf einer Insel gelebt hat. Sie übernachtet auf einem evangelischen Jugendhof und sucht alle Häuser auf der Insel ab, bis sie den Garten vom Bild findet. Sie sieht ihren Vater und erkundet sein Haus. Sie findet heraus, dass ihr Vater Ludger heißt und 56 Jahre alt ist. Sie findet Zeichnungen ihrer Mutter auf dem Dachboden und überlegt, ob sie ihren Vater mag oder nicht.
Billie trifft ihren Vater und enthüllt ihre Identität. Sie erzählt ihm vom Tod ihrer Mutter und sie verbringen Zeit miteinander. Billie hilft ihrem Vater im Stall und ihre Beziehung vertieft sich. Ihr Vater erzählt ihr von seiner Vergangenheit und sie tauschen Erinnerungen aus. Billie lernt reiten und entdeckt die Wahrheit über ihre Herkunft. Ihr Vater erzählt ihr die Geschichte ihrer Mutter und ihres leiblichen Vaters. Billie konfrontiert ihren Vater mit einem alten Foto und ruft ihre Großmutter an, um ihr von ihrem Aufenthaltsort zu erzählen. Das Buch endet mit dem Satz „Meine Mutter starb diesen Sommer“, was eine dramatische Wendung in Billies Leben darstellt, die sie zu bewältigen versucht. Diese Geschichte ist eine emotionale Achterbahnfahrt, die das Leben von Billie prägt, während sie versucht, mit dem Verlust ihrer Mutter und den Herausforderungen des Erwachsenwerdens umzugehen.

## Charaktere

### Billie
Billie ist die junge Protagonistin dieses Romans. Ihr richtiger Name ist Erzsébet, ihre Großmutter hat ihr diesen Namen gegeben. Der Name stammt aus Ungarn, so wie ihre Mutter und Großmutter.
Billies familiäre Situation ist nicht gerade rosig. Sie lebt mit ihrer Mutter in einer Hochhaussiedlung am Rande einer deutschen Stadt. Billie ist mit wenig Geld aufgewachsen, hatte aber eine sehr schöne Kindheit. Es fehlte ihr fast nichts, aber sie musste von klein auf lernen, Geld zu sparen, Shampoos länger zu benutzen und Urlaub auf dem Balkon zu machen. Die Beziehung zu ihrer Mutter war wunderbar, sie konnten immer über alles reden und trotz der begrenzten finanziellen Mittel unternahmen sie immer etwas zusammen, wenn sich die Gelegenheit bot. Als ihre Mutter starb, brach Billies ganzes Leben zusammen. Sie verlor ihr Zuhause und ihre Vertrauensperson. Billie kannte ihren Vater ihr ganzes Leben lang nicht und wurde praktisch zur Waise. Billie macht sich nach dem Tod ihrer Mutter auf die Suche nach ihrem Vater in Norddeutschland. Als sie dort auf einen Mann namens Ludger, welcher sie für ihren Vater hält. Sie erfährt jedoch, dass er nicht ihr Vater ist, sondern ein ungarischer Mann namens László, welcher sie nie wirklich kennenlernt. Für sie ist jedoch Ludger ihr Vater und sie lebt bei ihm am Ende des Buches.
Billie hatte viele Probleme, ihrer Armut verschuldet. Diese hatte sie bei ihrem Vater nicht mehr, jedoch war das für sie eine etwas komplizierte Umstellung. Sie hat immer noch ihr Shampoo mit Wasser gestreckt und im Allgemeinen sehr sparsam gelebt. Als Ludger sie darauf ansprach, sagte sie nur, dass es für sie normal ist. Billie realisiert erst im Verlauf ihres Lebens bei Ludger, dass sie nicht immer in Armut leben muss.
Billie ist eine Person, die nicht enorm schnell Freundschaften schließt. Bevor sie ihre Mutter verlor, brach ihre Freundschaft mit Lea, ihrer besten Freundin, auseinander. Billie kannte Lea schon von klein auf und sie machten sehr viel zusammen. Im Gegensatz zu Billie ist Lea ziemlich reich, dies war jedoch lange kein Problem, oder so schien es zumindest. Als Billie mal wieder bei Lea übernachtete, überhörte sie ein Gespräch zwischen Lea und ihrer Mutter. Sie machten sich über Billies Lebenssituation mit ihrer Großmutter lustig. Dies traf Billie hart und sie weigerte sich, Lea noch einmal zu sehen.
Billie machte zwangsweise eine enorme persönliche Entwicklung durch. Aus einem vierzehnjährigen unschuldigen Mädchen wurde im Verlauf eines knappen Jahres ein Mädchen, welches ihre Familie verloren hat, kein richtiges Zuhause mehr besitzt und alleine quer durch Deutschland gereist ist, um ihren Vater zu finden. Ihre persönliche Entwicklung ist bemerkenswert.

### Marika
Die zweite wichtige Figur in diesem Roman ist Billies Mutter Marika. Sie kommt ursprünglich aus Ungarn, jedoch hat sie ihre Wurzeln schon ziemlich weit von sich distanziert. Sie hat leider nicht ein sonderlich gutes Verhältnis zu ihrer ungarischer Herkunft.
Dass Marika nichts mehr mit Ungarn zu tun haben will, hat zwei verschiedene Gründe. Der erste ist ihre Mutter. Sie hatte nie ein gutes Verhältnis zu ihrer Mutter. Marika erzählt Billie von ihrer Mutter und verwendet diesen Ausdruck: «Ihre Hand war immer schneller als ihr Mund». (S. 34) Dies zeigt, dass Marikas Mutter, deren Namen im Buch nicht erwähnt wird und immer nur als «Großmutter» angesprochen wird, gelegentlich handgreiflich gegenüber Marika wurde. Marikas Kindheit war nicht wundervoll, sie war nur zehn Jahre alt, als ihr Vater an Krebs starb und sie mit ihrer Mutter alleine war. Dies war eine traumatisierende Zeit und so will sie damit nur abschließen. Leider ist Billies echter Vater noch eine Verbindung zu ihrer Vergangenheit in Ungarn. Billies biologischer Vater heißt László und er war Marikas Tanzlehrer. Er war der erste Mann, in den sie sich verliebt hat und er versprach ihr, sie zu heiraten, das hat Ludger Billie erzählt. Marika äußerte sich nie zu Billies Vater, anscheinend wollte sie es eher geheim halten. Als Marika dann schwanger wurde, verließ László sie und Marika musste Billie alleine zur Welt bringen. Sie hat ihn nie wieder gesehen.
Marikas Leben war alles andere als einfach. Sie hatte zwei Jobs, jedoch reichte das Geld immer nur sehr knapp bis ans Monatsende. Marika wuchs in bescheidenen Verhältnissen auf und sie konnte dies auch nicht in ihrem Erwachsenenalter ändern. Ihre Wohnung in der Hochhaussiedlung war klein und knapp genug groß für sie und Billie. Als ihre Mutter krankheitsgeschuldet bei ihnen einzieht, wird der Platz definitiv zu klein.
Jedoch muss sie die ganze Last nicht alleine stemmen. Ihr Nachbar Ahmed und ihre Kollegin Luna sind immer zustelle, falls etwas passiert. Die beiden kennen Marika und Billie bereits seit Jahren und wissen, wie ihnen zu helfen ist. Wenn Marika wegen ihrer Arbeit mal keine Zeit hat für Billie, geht sie zu Ahmed, wenn Billie einen Rat braucht, fragt sie Luna und wenn die ganze Welt zusammenfällt, wie nach dem Tod von Marika, helfen die beiden Billie wieder auf die Beine.
Marikas Tod war ein einschneidender Event im Leben von Billie, Billies Großmutter und auch im Buch. Ihr Tod war ein tragischer Unfall, der seinen Ursprung bereits früh in der Geschichte hat. Das ganze Unglück beginnt eigentlich schon als die Großmutter bei ihnen einzieht. Marika ist bereits seht genervt ab dem und die Situation wird nicht gerade besser, als ihre Mutter ins Spital muss wegen ihrer Krankheit. Dort werden ihr Tabletten verschrieben, welche sie zweimal täglich einnehmen soll. Kurze Zeit später erwischt Billie ihre Großmutter dabei, als sie ihre Tabletten die Toilette herunterspült. Als sie sie darauf anspricht, eskaliert die Diskussion zu einem lauten Streit, in dem die Großmutter wieder einmal handgreiflich wird und Marika zu Boden stößt. Marika jedoch fällt nicht einfach so zu Boden, sondern stößt sich ihr Kopf an einer Tischkante und erleidet ein Schädeltrauma. Im Krankenhaus verstirbt sie daran.
Trotz ihres tragischen Endes war Marika ein sehr positiver Mensch und sie hat Billie stark beeinflusst in ihrem Leben. Marika war eine sehr poetische Person, welche zu jeder Situation etwas Positives zu sagen hatte oder eine Lektion daraus ziehen konnte.

## Form
Hinüber dem ganzen Buch offenbart sich ein prägnanter Schreibstil, der durch klare, kurzgefasste Sätze gekennzeichnet ist. Dies schafft eine direkte Verbindung zur jungen Protagonistin, indem ihre inneren Gedanken und Beobachtungen präzise dargestellt werden. Die Sprache ist schlicht und dennoch ausdrucksstark, wodurch eine authentische Atmosphäre entsteht.
Durch die Verwendung von einfachen, alltäglichen Worten entfaltet sich eine schlichte Eleganz im Text. Elena Fischer wählt gezielt kurze Sätze, um eine klare Kommunikation der Ereignisse zu gewährleisten. Trotz dieser Klarheit verliert der Schreibstil nicht an Ausdruckskraft; vielmehr ermöglicht er einen tiefen Einblick in die Gedankenwelt der Protagonistin.
Die Beobachtungen der Umgebung sind präzise und sinnlich, was dem Leser erlaubt, eine klare Vorstellung des Geschehens zu entwickeln. Die inneren Reflexionen der Protagonistin, insbesondere ihre Gewohnheit, durch das Zählen von Objekten die Zukunft zu deuten, verleihen dem Text eine subtile Charakterisierung und erzeugen eine interessante emotionale Dynamik.
Der Schreibstil zeichnet sich durch eine ausgewogene Balance zwischen äußeren Beobachtungen und inneren Gedanken aus. Dies schafft eine harmonische Verbindung zur emotionalen Intensität der Protagonistin, ohne die Klarheit oder Prägnanz des Schreibstils zu beeinträchtigen. Zusammengefasst bietet der Schreibstil eine gelungene Synthese aus Nüchternheit, Präzision und einer tiefen Einbindung in die Gefühlswelt der Hauptfigur.

## Titelinterpretation
Der Titel Paradise Garden ist von Elena Fischer passend gewählt worden. Im Buch an sich liest man dieses Wort nur einmal. Auf Seite 30 im Buch gehen Billie und Marika ins Café Venezia und bestellen den größten Eisbecher, den das Café zu bieten hat: den Paradise Garden. Dieser Tag markiert so ziemlich das Ende von ihrem bisherigen Leben und an diesem Tag unternehmen die beiden noch so ziemlich alles, was Billie sich nur wünschen könnte. Sei es ein Sprung vom Zehnmeterturm oder gemeinsam ein wunderschönes gelbes Kleid einzukaufen, Billie ist überglücklich. Sie genießt ihr Leben und die Zeit mit ihrer Mutter, nichts ahnend, dass dies ihr letztes Mal sein wird. Wenige Tage danach beginnt nämlich Billies Leben zu zerfallen. Ihre Großmutter zieht bei ihr und ihrer Mutter ein und ruiniert die geplanten Sommerferien von den beiden. Nach einiger Zeit verliert Billie ihre beste Freundin Lea und wenig danach auch noch ihre Mutter. Sie ist alleine und alles, was sie jetzt möchte, ist wieder an diesen Tag zurückzukehren, an dem sie mit ihrer Mutter in Venezia saß und den Paradise Garden genoss.
Das Leben gönnt Billie jedoch keine Pause und so muss sie für einige Zeit in ein Heim, da Billie nun so ziemlich Vollwaise ist. Sie kennt ihren Vater nicht und deswegen will sie ihn jetzt finden, sie macht sich auf die Suche, jedoch vermisst sie ihre Mutter schrecklich. Der Tag bevor alles begann zu zerfallen, ist in ihr Gedächtnis eingebrannt und so auch der Paradise Garden.
Nach ihrer Reise quer durch Deutschland und der erfolgreichen Suche nach ihrem Vater hat sich ihr Leben wieder etwas beruhigt. Ihr vorheriges Leben hat sie natürlich nicht vergessen. Als sie schlussendlich die komplette Wahrheit erfährt über ihren Vater, fühlt sie sich ihrer Mutter so fern wie noch nie und somit auch ihrer Erinnerung an den Paradise Garden.
Dieser Eisbecher steht für ihre Erinnerung an eine einfachere Zeit und auch für ihre Mutter. Billie vermisst ihre Mutter unglaublich und auch wenn es im Buch nicht geschrieben ist, ist es klar, dass sie mit dem Paradise Garden auch eine gewisse Verbindung hat zu ihrer Mutter. Eine Verbindung zu einer Zeit, bevor ihr Leben zu einem kompletten Chaos wurde. Eine Verbindung zu all ihren Träumen und zum Bedürfnis nach Freiheit.

## Motive
Der Roman Paradise Garden ist ein eher simples Buch, jedenfalls auf den ersten Blick. Wenn man das Buch jedoch noch genauer anschaut, findet man verschiedenste Motive, die dem Roman eine gewisse Tiefe und Nähe schafft.

### Nissan
Der Nissan von Billie und Marika ist mit Abstand das auffälligste Motiv. Schon zu Beginn des Buches wird deutlich, dass dieses Auto den beiden sehr viel bedeutet. Als Billie beim Radiowettbewerb knapp genug Geld für einen Strandurlaub gewinnt, stellt sich das Problem der Übernachtung. Doch für Billie war klar, dass sie in ihrem Nissan übernachten können. Schon hier wird deutlich, dass der Nissan für Billie eine Möglichkeit ist, Neues zu entdecken und der Realität zu entfliehen. Sie sagt auch, dass sie, wenn ihre Großmutter kommt, in ihrem Nissan schlafen möchte. Sie wollte wieder der Realität entfliehen. Das Gleiche tat sie, als ihre Mutter starb. An dieser Stelle merkt man aber auch, dass der Nissan für sie nicht nur ein Rückzugsort ist, um der Realität zu entfliehen, sondern auch eine Möglichkeit zur Freiheit. Sie hat schon als kleines Kind gelernt, Auto zu fahren, und das eröffnet ihr jetzt neue Möglichkeiten. Sie kann einfach wegfahren. Sie kann ihre Freiheit erlangen, indem sie ihren Vater sucht. Sie kann ihre Vergangenheit mehr oder weniger hinter sich lassen und etwas Neues entdecken.

### Verlust
Ein weiteres wichtiges Motiv bzw. Thema ist der Verlust. Billie muss viele Verluste verkraften. Zunächst verliert sie ihre beste Freundin Lea und damit eine Vertrauensperson. Es ist nur eine Spekulation, aber es ist anzunehmen, dass Billie den Tod ihrer Mutter besser hätte verarbeiten können, wenn sie noch mit Lea darüber hätte sprechen können. Diese Möglichkeit hatte sie jedoch nicht und so war der Tod ihrer Mutter ein tragischer Schicksalsschlag in ihrem jungen Leben. Doch das war leider noch nicht alles. Gegen Ende des Buches muss sie sich damit abfinden, dass der Mann, den sie für ihren Vater gehalten hat, nicht ihr leiblicher Vater ist und sie ihren richtigen Vater nie finden wird.

### Familie
All diese Verluste von Billie lassen sich aber auch in einem positiveren Licht sehen. Billie hatte und hat eine großartige Familie, die sie liebt und unterstützt. Ihre Mutter war immer für sie da und hat ihr bei allem geholfen. Obwohl Billie als Kind ihren Vater nicht kannte, brauchte sie niemanden außer ihrer Mutter. Im Laufe des Buches findet Billie ihren Vater. Obwohl Ludger nicht ihr leiblicher Vater ist, liebt er Billie, als wäre sie seine Tochter. Billie hat ihre Familie verloren und wiedergefunden.

### Intention
Wenn man ein wenig hinter die Geschichte blickt, wird die Intention des Buches deutlich. Einerseits geht es um Armut und darum, dass man nicht reich sein muss, um ein gutes Leben zu führen. Billie und Marika leben mit sehr bescheidenen Mitteln und haben trotzdem ein tolles Leben. Andererseits wird auch deutlich, dass die Stärke von Frauen gezeigt wird. Billie ist das perfekte Beispiel für eine starke Frau oder in ihrem Fall ein Mädchen, das auch mit Verlust umgehen kann. Billie zeigt, dass sie sich von Herausforderungen nicht überwältigen lässt und diese meistert. Letztendlich zeigt die Geschichte auch die Schwierigkeiten, die das Aufwachsen mit nur einem oder gar keinem Elternteil mit sich bringt.

## Kritik
„Wenn man Paradise Garden liest, passiert etwas Seltsames: Im Kopf blinkt immer wieder das Kitsch-Warnlicht auf – und trotzdem fühlt man sich auf keiner der über 300 Seiten unangenehm berührt. Das liegt vor allem an der Hauptfigur: Ein Kind darf romantisch sein, es darf sich mit unschuldiger Aufrichtigkeit an die Kalendersprüche seiner Mutter klammern, eben weil es ein Kind ist. Umso intensiver ist diese Aufrichtigkeit, wenn sie auf die fiese Realität trifft. "Zähneklappern ist nutzlos", denkt sich Billie einmal, "wenn dich keiner hört, der dir ein warmes Bad einlässt.“

„Dass Lebensfreude, Liebe und Freundschaft keine Frage des Geldes oder des sozialen Ansehens sind, erscheint auf den ersten Blich wie eine Binsenweisheit. Es ermöglicht aber auch einen respektvollen Blick auf Menschen, die – zumindest in materieller Hinsicht – vielleicht nicht so viel Glück im Leben hatten.

Lena Fischer ist mit ‚Paradise Garden‘ gerade in Anbetracht all der traurigen Themen, um die es darin geht, ein erstaunlich leichter und vor allem lesenswerter Roman gelungen.“

## Nominierungen
Paradise Garden stand auf der Longlist des Deutschen Buchpreises 2023 und kam beim Debütpreis des Harbour Front Literaturfestivals 2023 unter die „letzten 8“.